# Linea Gotōji

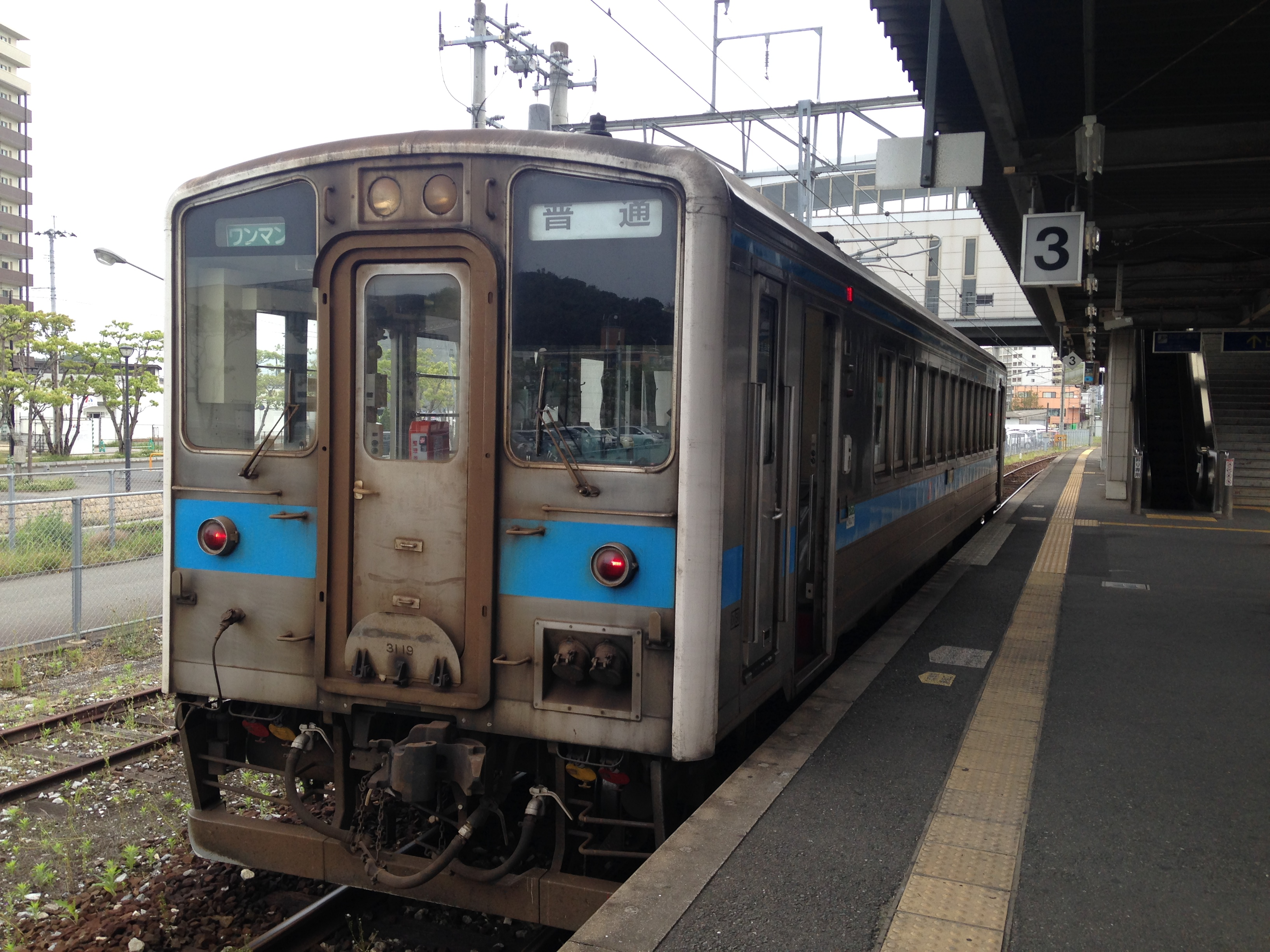
Un treno fermo alla stazione di Shin-Iizuka

La linea Gotōji (後藤寺線?, Gotōji-sen) è una linea ferroviaria dell'isola del Kyūshū, in Giappone, gestita dalla JR Kyushu, e collega la stazione di Shin-Iizuka, nella città di Iizuka a quella di Tagawa-Gotōji, nella città di Tagawa, entrambe nella prefettura di Fukuoka. La linea fa parte della rete dell'area metropolitana di Fukuoka.

## Storia
Questa breve linea è in realtà una delle più antiche dell'isola, e storicamente si può suddividere in tre sezioni. Ciascuna di queste è il risultato di un acquisto, da parte delle Ferrovie Nazionali Giapponesi di sezioni di linee private, inizialmente utilizzate per il trasporto del carbone.
La sezione Shin-Iizuka - Shimo-Kamoo fu completata nel 1902 dalle Ferrovie del Kyūshū come diramazione per il trasporto merci della linea principale Chikuhō, fra Tagawa-Gotōji e la stazione merci di Kigyō (soppressa nel 1987). Nel 1907 questa sezione venne assorbita nelle ferrovie statali, a seguito dell'atto di nazionalizzazione emanato dal governo. 
La tratta rimanente, fra Shimo-Kamoo e Kigyō divenne parte della ferrovia merci cementizia di Nochino, mentre sul lato di Shin-Ishizuka venne avviato, nel 1922 anche il trasporto passeggeri.
Fino al 1986, presso la stazione di Shimo-Kamoo, era possibile interscambiare con la linea Urushio, soppressa in quell'anno.

## Caratteristiche
- Operatori: JR Kyushu
- Lunghezza: 13,3 km
- Scartamento: 1067 mm
- Stazioni: 6
- Numero di binari: tutta la linea è a binario singolo
- Elettrificazione: assente
- Segnalamento ferroviario: automatico speciale

## Movimenti
Oltre a 25 coppie di treni giornalieri che fermano in tutte le stazioni della linea, è presente una coppia di servizi rapidi. 
Durante il giorno la frequenza è di circa un treno all'ora, che passa a circa due durante le ore di punta della mattina. Sono inoltre presenti tre treni che proseguono sulla linea Hitahikosan.
Il tempo di percorrenza è di 20, 25 minuti per i treni locali, e di 16 per i rapidi.

## Stazioni
- Tutte le stazioni si trovano nella prefettura di Fukuoka
- Informazioni sul binario: ◇: i treni possono incrociarsi;｜: i treni non possono incrociarsi;

| Stazione        | Giapponese | Distanza interst. | Distanza totale | Rapido | Collegamenti                                      | Binari | Posizione |
| --------------- | ---------- | ----------------- | --------------- | ------ | ------------------------------------------------- | ------ | --------- |
| Shin-Iizuka     | 新飯塚     | -                 | 0.0             | ●      | Linea principale Chikuhō（Linea Fukuhoku Yutaka） | ｜     | Iizuka    |
| Kamimio         | 上三緒     | 3.1               | 3.1             | │      |                                                   | ｜     | Iizuka    |
| Shimo-Kamoo     | 下鴨生     | 1.9               | 5.0             | │      |                                                   | ◇      | Kama      |
| Chikuzen-Shōnai | 筑前庄内   | 1.2               | 6.2             | │      |                                                   | ｜     | Iizuka    |
| Funao           | 船尾       | 3.7               | 9.9             | │      |                                                   | ｜     | Tagawa    |
| Tagawa-Gotōji   | 田川後藤寺 | 3.4               | 13.3            | ●      | Linea Hitahikosan Linea Itoda                     | ｜     | Tagawa    |

## Materiale rotabile
Sulla linea vengono utilizzate le automotrici KiHa serie 40 e KiHa serie 31.